# مایکل گراهام
مایکل گراهام (انگلیسی: Michael J. Graham) کشیش یسوعی اهل ایالات متحده آمریکا و از سال ۲۰۰۱ رئیس دانشگاه زویر است.